# Пано Василев
Пано Василев е български анархо-синдикалист и практик на тази тенденция на анархизма в България, по време на неговото въвеждане като революционната практика през 1926 г.
Роден на 17 октомври 1901 г. в Ловеч, в семейство на дребни производители – баща му е бил седлар занаятчия. Пано Василев възприема анархистките идеи още като ученик в средното училище в родния си град, където учи. Като много други младежи след Първата световна война той се отправя за Аржентина през ноември 1920 г. заедно с Борис Шивачев, който впоследствие става известен писател. Пано Василев остава в Аржентина четири години, където започва работа във фабрика. По това време анархисткият синдикат FORA, който е аржентинският клон на Международната работническа асоциация (МРА) – е изключително силен и води борби из страната. Под влиянието на FORA и в контакт със синдикалистите от тази организация Пано Василев стига до идеите си за либертарния синдикализъм (анархосиндикализъм) като основна линия в революционната борба.
След завръщането си от Аржентина той прекарва известно време във Франция, където установява връзка с Пиер Беснард (революционен синдикалист, главен секретар на CGT) и неговите другари, чете публикации на синдикалистите и усъвършенства знанията си за движението на професионалните съюзи.
От 1926 г. Пано Василев се завръща в София, където извършва пропаганда сред анархистите, работниците и студентите, главно чрез лекции, беседи и дебати в читалище „Христо Ботев“ в работническия квартал „Ючбунар“.
Като добър лектор и майстор на дебатите, притежаващ задълбочени познания в сферата на анархизма и марксизма, както и за историята на работническото движение и борбата му в световен план, той е доминиращ в аудиторията на всички публични събрания и дебати. Със солидни аргументи той печели симпатиите по време на множество публични дебати с марксисти, като бързо си спечелва много последователи.
Подкрепен от група другари, които споделят възгледите му, Пано Василев започва да издава памфлети и вестници, на които редовно сътрудничи със свои авторски материали. Така започва масовото разпространение на анархо-синдикализма. Автор на първия аналитичен текст в България относно „съветите“, той става голям синдикален организатор и деец за работническото движение: неговото име и личност стават цел за властниците, които по това време не пестят усилия да следят набелязаните жертви.
Пано Василев отива на конгреса на Международната работническа асоциация (МРА) в Мадрид през 1931 г. като български делегат и веднага след това той започва да публикува поредица от статии, повечето от които са предназначени да запознаят либертарианското движение и работническата класа в България с дейността на анархо-синдикалисткия интернационал. Също така най-вече за мащабното синдикално движение в Испания (CNT). През 1933 г. след основаването в София на Федерацията на автономните федерации на труда той излиза с призив, публикуван няколко седмици преди първи май, за да изпревари полицейското наблюдение в навечерието на деня на труда. Пано Василев отива в печатницата вечерта на 13 април, за да вземе разпечатания призив. Проследен от полицай, той е застрелян точно в центъра на столицата от полицейския агент Гиргинов.